# Galata − Museo del mare
Il Galata − Museo del mare di Genova è il museo dedicato a questo genere più grande dell'area del mar Mediterraneo e anche uno dei più moderni d'Italia.

## Storia
Galata è uno storico quartiere di Istanbul e, fino al XV secolo, sede di una delle più importanti comunità genovesi nel Mediterraneo, perciò alla fine dell'Ottocento, quando il Comune di Genova costruì un quartiere di docks commerciali, al più antico di questi venne dato il nome dell'antica colonia.
Nell'Ottocento, “il Galata” aveva già una storia lunga quasi tre secoli: nella sua parte inferiore, infatti, venivano costruite le galee della Repubblica di Genova e l'edificio faceva parte dell'Arsenale, il complesso militare e marittimo più importante della città.
Nel Novecento, “il Galata” perse la sua funzione commerciale e venne abbandonato. Alla fine degli anni '90, il Comune decise di stabilire qui la sede del futuro museo marittimo di Genova.

### Il museo
Inaugurato nel 2004, il museo sorge nel Palazzo Galata, la cui ristrutturazione è stata studiata dall'architetto spagnolo Guillermo Vázquez Consuegra. Il museo ospita, oltre a una riproduzione in scala naturale di una galea genovese, parecchie sale interattive in cui capire che cosa voleva dire, in diverse epoche, andar per mare. Una di queste è la mostra "La Merica" che mostra il viaggio dei nostri antenati verso l'America. Numerose sono le sale dedicate al commercio marittimo e all'andar per mare ai tempi della repubblica marinara di Genova. Il museo espone anche una sezione dedicata ai transatlantici con carte nautiche e una simulazione di tempesta al largo di capo Horn. Il Galata - Museo del mare offre anche una sala per mostre, libreria, caffetteria con terrazza. È sede di attività con scuole, favorite anche dalla vicinanza del polo museale con la stazione di Genova Piazza Principe e la prossimità della fermata della metropolitana "Darsena".
Nel 1978 al largo delle isole Falkland nel Sud dell'Oceano Atlantico l'imbarcazione di Ambrogio Fogar viene probabilmente colpita da un'orca oppure da un'onda anomala e affonda in breve tempo. Ambrogio e il compagno di viaggio Mauro Mancini riescono a portarsi in salvo su una zattera dove furono salvati 74 giorni dopo, ma purtroppo Mancini non sopravvisse. Nel 2010, a 32 anni di distanza, la famiglia Fogar decide di donare la zattera al Galata - Museo del mare di Genova.
Sono anche presenti alcuni documenti autografi di Cristoforo Colombo.
Dal 2005, insieme al Museo navale di Pegli, al Museo della Lanterna e al Museo Nazionale dell'Emigrazione Italiana (sito nella Commenda di San Giovanni di Pré), il Galata fa parte del polo culturale del Mu.MA - Istituzione Musei del Mare e delle Migrazioni.
La mostra "Memoria e Migrazioni", dedicata all'emigrazione italiana, è stata inaugurata al Galata nel 2011: spazia dallo sfruttamento degli immigrati italiani a Genova nel XIX secolo fino a quello dei migranti della diaspora italiana che si recarono negli Stati Uniti o in Argentina, e che a volte perirono in mare lungo la traversata. Viene inoltre rivolta particolare attenzione all'emigrazione in corso. La mostra sarà integrata nel nuovo Museo nazionale dell'emigrazione italiana, ospitato nella Commenda di San Giovanni di Pré, la cui apertura è prevista per il 2020-2021.

## Mostre

### Piano terra
- Bookshop
- 0. "L'affresco" di Renzo Piano
- Auditorium
- 1. Genova, il Porto dopo il Medioevo
- 2. Cristoforo Colombo, un marinaio genovese?
- 3. Andrea Doria e le galee genovesi
- 4. Le armi della Repubblica
- 5. Arsenale: la galea sullo scalo
- 6. Ludoteca galea

### Primo piano
- 7. Galee, tra storia e arte
- 8. Il ponte della galea
- 9. Viaggio ai tempi delle galee
- 10. Atlanti e Globi
- 11. I vascelli
- Deposito
- Saletta dell'Arte
- Galata caffè

### Secondo piano
- 12. Genova e l'età delle rivoluzioni
- 13. Tempeste & naufragi
- 14. Le scienze nautiche
- 15. Il brigantino "Anna"
- 16. Cantiere navale
- Centro di documentazione Renzo Piano
- Spazio didattico
- 17. Galleria Beppe Croce
- Galleria delle esposizioni

### Terzo piano
- 18. 1861, la chiamata
- 19. Genova e i suoi vicoli è la porta di partenza
- 20. La Stazione Marittima
- 21. L'imbarco. La partenza
- 22. La vita a bordo del piroscafo "Città di Torino"
- 23. La boca (Argentina)
- 24. La fazenza (Brasile)
- 25. Ellis Island (USA)
- 26. Italia 2011
- 27. Il piroscafo
- 28. Scuola dei sommergibili
- 29. Sala degli Armatori

### Quarto piano
- Terrazza Mirador
- Sala Coeclerici
- Sala Orologio

## Un sommergibile come museo galleggiante

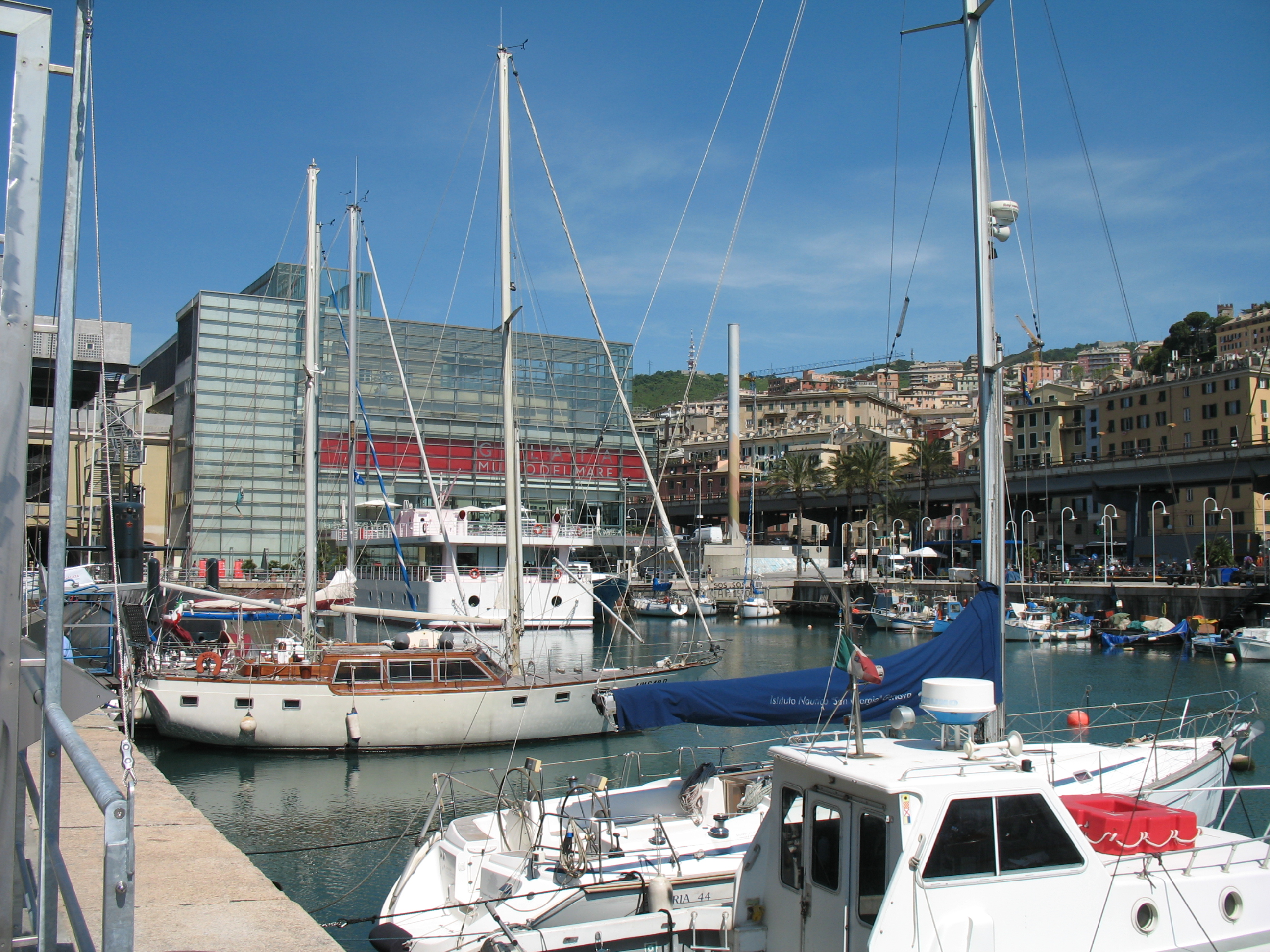
L'area della Darsena con i pescherecci e l'edificio del Galata - Museo del mare. Sulla sinistra s'intravede la sagoma del sommergibile Nazario Sauro (S 518), divenuto museo galleggiante

Dal 26 settembre 2009 davanti alla darsena antistante il Museo del Mare è ormeggiato il sommergibile Nazario Sauro (S 518), varato nel 1976 dai cantieri della Fincantieri di Monfalcone. Destinato dalla Marina Militare italiana alla municipalità di Genova, è utilizzato dal 29 maggio 2010 come appendice galleggiante del museo.

### Parti del sommergibile
Corsivo: parti visitabili
- 1. Motore elettrico a Propulsione
- 2. Quadri elettrici
- 3. Motori termici
- 4. Alloggio Sottufficiali
- 5. Camera di manovra
- 6. Quadrato Ufficiali
- 7. Alloggio Comandante
- 8. Alloggio Ufficiali
- 9. Portello stagno
- 10. Locale ascolto sonar
- 11. Alloggi equipaggio
- 12. Camera di lancio
- 13. Mensa
- 14. Cucina

## Sala degli armatori
Dal 2 Marzo 2017 al terzo piano del Galata-Museo del mare di Genova è aperta la Sala degli armatori dedicata alla storia di Genova e del suo porto attraverso i suoi protagonisti: gli armatori.